# Dimo Georgiev Gjaurov
Dimo Georgiev Gjaurov (bolgárul: Димо Георгиев Гяуров; Várna, 1963. május 12. –) bolgár hírszerzőtiszt, politikus, diplomata. 2003–2006 között Bulgária magyarországi nagykövete volt.

## Pályafutása
A Szófiai Ohridi Szent Kelemen Egyetemen végzett jogászként 1989-ben. 1994-ben került be a bolgár Nemzetgyűlésbe a Demokratikus Erők Szövetsége (bolgár rövidítése szerint: SZDSZ) képviselőjeként. 1997-ben kinevezték a bolgár Nemzeti Hírszerző Szolgálat vezetőjévé. 2003-ig töltötte be ezt a pozíciót, amikor kinevezték Bulgária magyarországi nagykövetének, 2003. október 6-án adta át megbízólevelét Mádl Ferencnek. 2006-ban visszatért Bulgáriába és ügyvédként dolgozott tovább, 2007-ben indult Várna polgármesteri székéért, de csak a szavazatok alig több, mint 10 százalékát kapta. 2009-ben ismét bejutott a Nemzetgyűlésbe az SZDSZ színeiben. Parlamenti bizottsági tagként elsősorban nemzetvédelmi és korrupcióellenes ügyekkel foglalkozott.
2013 óta biztonságpolitikai ügyekben rendszeresen nyilatkozik a bolgár sajtónak.